# Christopher Felgate
Christopher ("Chris") James Felgate (Salisbury, 4 januari 1982) is een triatleet uit Zimbabwe. Hij nam namens zijn vaderland deel aan de Olympische Spelen (2012) in Londen, waar hij eindigde op de 52ste plaats in de eindrangschikking met een tijd van 1:53.53. Vier jaar eerder deed hij eveneens mee aan de olympische triatlon. In Peking kwam hij niet verder dan de 42ste plaats (1:54.31) in het eindklassement.